# Bedřich Pokorný
Bedřich Pokorný (* 6. März 1904 in Brünn; † 31. März 1968 ebenda) war ein tschechoslowakischer Geheimdienstoffizier und zeitweise Leiter des tschechoslowakischen Inlandsgeheimdienstes Obranné zpravodajství (OBZ). Nach Ende des Zweiten Weltkrieges organisierte er im Brünner Todesmarsch und im Massaker von Aussig Übergriffe auf die sudetendeutsche Bevölkerung.

## Leben
Pokorný besuchte eine Sekundarschule und eine Berufsakademie, bevor er im Oktober 1924 eine Militärkarriere in der Tschechoslowakischen Armee begann und als Soldat in das Infanterieregiment 31 in Jihlava eintrat. Zwei Jahre später besuchte er eine Offiziersakademie in Milovice und 1927 einen Giftgas-Kurs in Olmütz.
1934 absolvierte er eine Geheimdienstschulung im Provinzmilitärhauptquartier Košice und wurde einer Grenzeinheit als Verbindungsoffizier zugeteilt. Nach Reorganisation wurde er Agent bei der PAÚ (Predsuvná agenturní ústredna) und 1938 als Rudolf in der Slowakei gegen Ungarn eingesetzt. Nach der Besetzung und Bildung des Protektorats Böhmen und Mähren wurde er aus dem Militärdienst entlassen. 1939 bis März 1945 arbeitete er für das Finanzministerium des tschechischen Protektorats in einer Revisionskommission in Brünn und gleichzeitig als Agent des Sicherheitsdienstes des Reichsführers SS, wo er als Mitglied einer kommunistischen Zelle, die sich mit Flugblättern und Broschüren gegen die deutsche Besatzung wandte, eingesetzt war. Unklar ist, ob er dabei als Doppelagent tätig war. Am 29. April 1945 trat er in die Kommunistische Partei der Tschechoslowakei (KPTsch) ein und wurde gleichzeitig in den tschechischen Geheimdienst aufgenommen.

## Nachkriegszeit
Mit der Eroberung Brünns durch die Rote Armee am 26. April 1945 formierten die Sieger den Dienst SNB, für den Pokorný von Mai bis Anfang Juli 1946 Gebietsvertreter in Mähren war, um anschließend für das Prager Innenministerium unter General Josef Bartík tätig zu sein. Hier war er verantwortlich für Berichte der Abteilungen MV (Landesverteidigung) und Z (politische Lage). Ab 18. Mai 1945 war er Befehlshaber der Nationalen Sicherheitswacht von Mähren und als solcher direkt verantwortlich für den Brünner Todesmarsch. Weiterhin war er maßgeblich an der Planung und Ausführung um die Ereignisse des Aussig-Massakers beteiligt, in deren Folge er in perfider Weise auch offiziell die Untersuchungskommission führte. Auf persönliche Weisung des damaligen Innenministers Václav Nosek wurde er am 2. Juli 1945 zum stellvertretenden Leiter der Abteilung Z ernannt. Nach einem internen Machtkampf mit seinem Vorgesetzten Josef Bartík wurde er am 15. Januar 1946 für kurze Zeit dessen Nachfolger als Chef des Inlandsgeheimdienstes OBZ.
Bereits am 3. November 1946 wurde er von diesem Posten entbunden und zum Referatsleiter des OBZ für die Slowakei degradiert. In dieser Zeit war er maßgeblich beteiligt an der Fingierung slowakischer Diversionsakte, welche zum Ziel hatten, die vollständige Machterringung der KPTsch in der gesamten Tschechoslowakei zu gewährleisten. Zugleich war er einer der Stellvertreter Jindřich Veselýs, des Chefs der Abteilung Z  (Sicherheit; des späteren tschechoslowakischen Staatssicherheitsdienstes (Státní bezpečnost, StB)). Von Februar bis April 1948 war er als getarnter Legationsrat an der Botschaft in Wien eingesetzt. Nach seiner Rückkehr nach Prag wurde er wieder stellvertretender Abteilungsleiter des OBZ.
Nach der Umbildung und Neuorganisation des Geheimdienstes wurde er am 1. Januar 1949 zum Leiter Abwehr der StB ernannt. Diese Position bekleidete er bis Oktober 1949, als er abermals von einem Posten auf dieser Führungsebene abberufen wurde. Ab 10. Oktober 1949 war er Leiter des Bereiches Gefängnisse im Innenministerium. Diese Tätigkeit übte er bis Anfang 1951 aus. Im Rahmen der Säuberungen in den Reihen der KPTsch wurde er zum Stellvertreter zurückgestuft, im Januar 1951 aus dem Dienst entlassen und am 28. Januar auf Veranlassung des Staatssicherheitsministers L. Kopřiva unter Verdacht des Landesverrats verhaftet. In einem Geheimprozess verurteilte ihn ein neunköpfiges Gericht, zusammen mit Karl Cerný nach § 85 als angeblichen Saboteur, am 23. Dezember 1953 zu 16 Jahren Haft. Er soll ab Kriegsende Verräter sowie Informanten der Gestapo eingestellt, deren Methoden eingeführt und damit Operationen des Sicherheitsapparates schwer geschädigt haben.
Pokorný gehörte zu den Parteifunktionären der zweiten Garnitur, die in dieser Zeit stalinistischen Prozessen unterzogen wurden. Zuvor waren Anfang Dezember 1952 Rudolf Slánský und andere führende Parteimitglieder im „Slánský-Prozess“ hingerichtet worden.
Nach 5½ Jahren Gefängnis wurde Pokorný entlassen, wieder in die KSC (kommunistische Partei) aufgenommen und erhielt eine Schwerbeschädigtenrente sowie in späteren Jahren auch eine Entschädigung von 90.000 Kcs. Nach seiner Rückkehr in den Geheimdienst wurde er Anfang der 1960er Jahre als Oberstleutnant Chef der Geheimdienstbrigade einer Grenzbrigade an der Grenze zu Westdeutschland.
In der Zeit vom 8. bis 10. November 1965 wurde ein erneuter Gerichtsprozess gegen ihn durchgeführt, in welchem ihm Folterung von Gefangenen vorgeworfen wurde. Am 31. März 1968, während des Prager Frühlings, wurde er erhängt in einem Wald bei Brünn aufgefunden. Wegen der politischen Unruhen dieser Zeit kann bis heute nicht geklärt werden, ob es sich um Mord oder Selbstmord, wegen seines Wissens um die Aktionen der Staatssicherheit, handelte.